# Sovjetska invazija na Mandžuriju
Sovjetska invazija Mandžurije ili na zapadu nekad nazivana Operacija kolovoška oluja je počela 9. kolovoza 1945., kada je Sovjetski Savez napao japansku marionetsku državu Mandžukuo. Ovo je bio najveći vojni pohod sovjetsko-japanskog rata i njime su obnovljena neprijateljstva između Sovjetskog Saveza i Japana nakon skoro 6 godina mira. Sovjeti su zauzeli Mandžuriju, Unutarnju Mongoliju i sjever Koreje. Za brzi poraz japanske armije se tvrdi da je značajan čimbenik u japanskoj odluci da se preda i okonča Drugi svjetski rat, s obzirom na to da su Japanci shvatili da su Sovjeti voljni i sposobni izvršiti invaziju na Japanski arhipelag, nakon brzog osvajanja Mandžurije i južnog Sahalina.
1941. godine su se - nastojeći osigurati svoje snage za važnije izazove koje je pred njih stavljao veliki rat koji se razbuktao svijetom - Sovjetski Savez i Japan dogovorili o uzajamnom nenapadanju, te je 13. travnja 1941. godine u Moskvi sklopljen Sovjetsko-Japanski pakt o neutralnosti. Obje strane su se tijekom čitavog II. svjetskog rata pridržavale toga pakta sve do 1945. godine, te se japanska mornarica dosljedno suzdržavala čak i od napadanja brodovlja Sjedinjenih Američkih Država - u vrijeme kada su Japan i SAD bili u ogorčenom ratu - koje je prevozilo ratnu pomoć u Sovjetski Savez. SSSR će započeti vojne aktivnosti protiv Japana tek u kolovozu 1945. godine, nakon što je rat u Europi već bio završio, i nakon što su SAD već bile bacile atomsku bombu na Hirošimu.
Prije toga, Sovjetski Savez je 5. travnja 1945. informirao Japan da razvrgava Sovjetsko-Japanski pakt o neutralnosti iz 1941. godine, u vrijeme kada je - upravo u svrhu pripremanja rata protiv Japana - od veljače 1945. godine bilo provođeno opremanje sovjetske ratne mornarice sa 150 američkih rabljenih ratnih brodova, uz obuku 12.000 sovjetskih mornara u bazi Fort Randall na Aljaski. Dana 8. kolovoza 2022. će sovjetska mornarica pokrenuti ratne operacije protiv Japana u vodama oko Sahalina i na području Kurilskih otoka.
Nakon što je već bila bačena atomska bomba na Hirošimu (6. kolovoza 1945. god.) je Sovjetski Savez je sa snagom od 76 divizija kopnene vojske započeo invaziju Mandžurije; dobro pripremljena operacija je brzo potisnula japanske snage iz tog dijela Kine. Potiskujući japanske snage, Crvena armija je pod svoju okupaciju stavila sjeverne dijelove Koreje; približno današnje područje DNR Koreje.